# نشریات دانشجویی
نشریات دانشجویی به کلیه نشریاتی که به صورت ادواری، گاهنامه یا تک شماره و نیز نشریات الکترونیکی که با نام ثابت و تاریخ نشر، در زمینه‌های فرهنگی، اجتماعی، سیاسی، علمی، اقتصادی، هنری، ادبی و ورزشی توسط هر یک از دانشجویان، تشکل‌ها و نهادهای دانشگاهی، استادان و اعضای هیئت علمی یا گروهی از ایشان در دانشگاهها منتشر و در محدوده دانشگاهها توزیع می‌شوند، گفته می‌شود.
به صورت عمده نشریات دانشجویی که توسط دانشجویان ایجاد می‌گردد دارای محوریت مسائل سیاسی، اقتصادی، فرهنگی و اجتماعی و غیرهٔ روز است. به صورت عمومی نقد دانشجویان در مورد این مطالب در نشریات بیان می‌شود اما بیان دیدگاه‌های افراد خارج از دانشگاه یا مکاتب فکری متفاوت در این نشریات چندان دور از ذهن نیست.  این نوع از فعالیت‌ها در ایام مختلف وابسته به مبحث روز مطالب مربوط را به شکل مداوم پیگیری می‌کنند.

## کمیته نظارت بر نشریات دانشجویی
مطابق با شوه نامه نشریات دانشجویی ایراندر دانشگاه‌ها و موسسات آموزش عالی ایران کمیته ای به نام کمیته ناظر بر نشریات دانشگاهی در حال فعالیت است و منبع صدور مجوز فعالیت نشریات و رسیدگی به امور آن هاست که ترکیب آن عبارت است از:
- معاون فرهنگی، اجتماعی یا دانشجویی دانشگاه (رئیس کمیته)
- مدیرکل فرهنگی اجتماعی دانشگاه (دبیر کمیته)
- یک نفر حقوق دان به انتخاب رئیس دانشگاه
- نماینده دفتر نهاد رهبری
- سه عضو هیئت علمی به انتخاب شورای فرهنگی دانشگاه
- سه نفر از مدیران مسئول نشریات دانشگاهی با انجام انتخابات که نفر سوم علی‌البدل است.

شورای مرکزی نظارت بر نشریات دانشگاهی مستقر در وزارت علوم با ترکیب زیر، پیگیر وضعیت نشریات دانشگاهی در دانشگاه‌ها را به عهده دارد.
- معاون فرهنگی و اجتماعی (رئیس شورا)
- مدیر کل فرهنگی و اجتماعی (دبیر شورا)
- معاون مطبوعاتی وزارت فرهنگ و ارشاد اسلامی
- معاون فرهنگی نهاد رهبری
- یک حقوقدان به انتخاب رئیس شورا
- سه نفر از مدیران مسئول نشریات دانشگاهی با انجام انتخابات که نفر سوم علی‌البدل است

### انتخابات نمایندگان مدیران مسئول در شورای مرکزی ناظر
این انتخابات همواره به عنوان یکی از مسائل مهم در حوزه فعالیت‌های دانشجویی دانشگاه‌های ایران است. مطابق شیوه نامه گذشته انتخابات هر دانشگاه با سهمیه مشخص بسته تعداد نشریات فعالش برای این انتخابات نماینده می‌فرستاد اما طبق شیوه نامه جدید سهمیه نمایندگان هر دانشگاه تنها بسته به تعداد افرادی است که در انتخابات‌های درون دانشگاهی که باید در ترم دوم و تا پایان اسفند هر سال برگزار شود، مشارکت کنند.

#### انتخابات ۱۳۹۸
این انتخابات در اسلامشهر برگزار شد و شاهد رقابت دو ائتلاف احیای عدالت (تقریبا هم سو با اصولگرایان) و طلوع آزادی (تقریبا همسو با اصلاح طلبان) بود. به دلیل اتفاقات رخ داده در این انتخابات هر دو گروه یک دیگر را متهم به تقلب کردند. سرانجام میلاد مفاخری (دانشجوی دانشگاه پیام نور البرز در آن زمان) و محمدرضا محمدی (دانشجوی دانشگاه شاهد در آن زمان) از ائتلاف احیای عدالت به عنوان دو نفر دارای حق رای و محمدعلی کامفیروزی (دانشجوی دانشگاه تهران در آن زمان) از طلوع آزادی به عنوان عضو علی‌البدل وارد شورا شدند. طولی نکشید که کامفیروزی کنارگیری کرد و آرش جولاده رودبار (دانشجوی دانشگاه تهران در آن زمان) با حمایت طلوع آزادی وارد شورا شد. لازم است ذکر شود کامفیروزی از سال ۱۳۹۵ در این شورا حضور داشت. مسائل مربوط به تخلفات انتخابات سال ۱۳۹۸ تا حدی خبرساز شد که حمیده زرآبادی نماینده مجلس خواستار بررسی انتخابات شد و به وزیر علوم و رئیس‌جمهور تذکر داد.
یکی از اقدامات محمدرضا محمدی ادعای محکومیت نشریه کوی بصیرت وابسته به بسیج کوی خوابگاه دانشگاه تهران بود که واکنش محمدعلی زارع چاهوکی، مدیر کل فرهنگی و اجتماعی دانشگاه در آن زمان را برانگیخت.

#### انتخابات ۱۳۹۹
پس از اصلاحات شیوه نامه انتخابات نشریات دانشجویی در سال ۱۳۹۸ و ابلاغ آن در بهمن ماه، تنش‌هایی میان شورای مرکزی ناظر بر نشریات وزارت علوم و دانشگاه تهران رخ داد. میلاد مفاخری در گفتگو با خبرگزاری دانشجو اعلام کرده بود بر طبق صحبت‌های انجام شده در جلسات شورای مرکزی، انتخابات نشریات دانشجویی دانشگاه تهران به دلیل تخلف ابطال خواهد شد. این خبر واکنش آرش جولاده رودبار، که علاوه بر عضویت در شورای مرکزی نظارت بر نشریات، عضو هیئت نظارت بر انتخابات آن سال دانشگاه تهران هم بود، را برانگیخت و وی نسبت به متن غیرحرفه‌ای خبر واکنش نشان داده بود. تنش‌ها در توییت‌های محمدی، مفاخری و جولاده و ارائه برخی گزارش‌ها در خبرگزاری دانشجو ادامه داشت تا این که محمدهادی عسکری، مدیر کل فرهنگی و اجتماعی وزارت علوم در آن زمان خبر از عدم ابطال انتخابات دانشگاه تهران داد.
با شیوع ویروس کرونا در ایران، انتخابات‌های تمامی دانشگاه‌های سراسر کشور در موعد مقرر، یعنی تا پایان اسفند برگزار نشد. همچنین انتخابات نمایندگان شورای مرکزی ناظر بر نشریات هم در بازه زمانی قانونی یعنی تا پایان خرداد برگزار نشد. در تیر ۱۳۹۹، غلامرضا غفاری، معاون فرهنگی و اجتماعی وزارت علوم، اعلام کرد که با توجه به ظرفیت و بستر الکترونیکی که در دانشگاه‌ها فراهم شده، انتخابات مدیران مسوول نشریات و نمایندگان شورای مرکزی ناظر بر نشریات دانشجویی وزارت علوم می‌تواند به صورت الکترونیکی برگزار شود.

#### سخنرانی جنجالی محمدعلی کامفیروزی در مقابل رهبر ایران
در سال ۱۳۹۵ محمدعلی کامفیروزی، نماینده نشریات دانشجویی در شورای مرکزی نشریات وزارت علوم، در دیدار دانشجویان با رهبر جمهوری اسلامی ایران سخنرانی انتقادآمیزی که با واکنش‌های متعددی روبه‌رو شد. وی در این سخنرانی به حقوقی که در قانون اساسی ایران آمده اشاره کرد. و گفت برخی از آن‌ها به درستی ایران اجرا نمی‌شود.
«برای نمونه بعضاً انتقاد از وضعیت برخی نهادهای تحت نظر جنابعالی یا پرسش از برخی نظرات حضرتعالی منجر به برخورد با نشریات شده و مدیرمسئول و سردبیر و نویسنده را راهی راهروهای پرپیچ و خم دادسرا و دادگاه می‌کند.»

«تجربه نشان داده که بسیاری از اصول قانونی و حقوق اولیه شهروندی مانند اصل برائت یا حق دفاع یا انتخاب آزادانه وکیل یا مصونیت از تجسس و …، به کرات در نهادهایی مانند کمیته‌های انضباطی یا کمیته ناظر بر نشریات نقض می‌شوند.»
پس از این سخنرانی جنجالی کامفیروزی واکنش‌هایی از سوی برخی از نشریات دانشجویی شد. ۸۸ نفر از فعالان نشریات دانشجویی دانشگاه‌های کشور در بیانیه‌ای نسبت به سخنان کامفیروزی در دیدار دانشجویان با رهبر انقلاب معترض شده و اعلام کردند: آنقدر خواهیم گفت و خواهیم نوشت که سرگذشت شوم سران فتنه قصه مادران برای لالایی کودکان شود. خبرگزاری دانشجو این سخنرانی را مصداق برهم زننده امنیت داخلی کشور دانست. محسن خواجه زاده عضو علی‌البدل شورای مرکزی ناظر بر نشریات دانشجویی وزارت علوم هم طی نامه ای به این سخنرانی انتقاد کرد. وی پس از انتقاد گفت که دیگر به جلسات شورای مرکزی ناظر بر نشریات دعوت نشد.
کامفیروزی در تیر ۱۳۹۹ خبر داد که قوه قضاییه جمهوری اسلامی با شکایت سازمان اطلاعات سپاه او را به خاطر «توهین به رهبری» در شیراز در سال ۹۷ محاکمه و به «۲ سال حبس تعلیقی به همراه ۶۰ بار سفر به شیراز در طول ۵ سال» محکوم کرده‌است. در روز ۱۴ تیر نیز خبر تبرئه وی منتشر شد که قضات صادرکننده رأی خاطرنشان کرده‌اند که کامفیروزی در تمام مراحل رسیدگی منکر اتهام توهین به رهبری شده و همچنین در گزارش ضابط پرونده نیز این اتهام گزارش نشده‌است؛ بنابراین تقاضای تجدیدنظر کامفیروزی صحیح تشخیص داده شد و رأی قطعی بر برائت او صادر شد.

#### نشریه فروغ دانشگاه شریف
اردیبهشت ۱۳۹۹، خبر توقیف ۹ ماهه نشریه دانشجویی فروغ، نشریه تخصصی مطالعات زنان، به صاحب امتیازی انجمن اسلامی دانشجویان دانشگاه صنعتی شریف، از سوی شورای فرهنگی دانشگاه شریف منتشر شد.
شماره چهارم این نشریه به مسئله بهداشت جنسی زنان پرداخته بود و علت توقیف نشریه، طرح جلد آن که یک کیسه پلاستیکی مشکی با نوشته «این یک نوار بهداشتی است» و مقاله‌ای با عنوان «باکرگی، ارزش یا باور درونی؟» بود که طی مصوبه شورای فرهنگی دانشگاه صنعتی شریف «خلاف عفت» تشخیص داده شد.
پیش از آن خبر توقیف ۳ ماهه این نشریه از طرف کمیته ناظر بر نشریات دانشگاه شریف منتشر شده بود. انجمن اسلامی دانشجویان دانشگاه شریف مدعی بود که حسن حسینی، معاون فرهنگی دانشگاه، در طی یک شکایت شخصی از این نشریه، نشریه را از کمیته ناظر به شورای فرهنگی برده‌است و به محکومیت نشریه تا ۹ ماه اضافه کرده‌است. به همین جهت شکایتی را به شورای مرکزی ناظر بر نشریات وزارت علوم ارسال کرد. از سویی به دلیل شیوع ویروس کرونا و عدم برگزاری انتخابات دانشگاه صنعتی شریف، این کمیته وجاهت حقوقی نداشت. در روز ۲۱ اردیبهشت بود که غلامرضا غفاری، معاون فرهنگی وزارت علوم حکم تمام کمیته‌های ناظر دانشگاه‌هایی که موفق به برگزاری انتخابات نشده بودند را تمدید کرد.
مسائل مربوط به این نشریه به دو طوفان توییتری منجر شد. یکی با عنوان «سرکوب زنان» و «شورای سرکوب» که به انتقاد از وضعیت محکومیت نشریه صورت گرفته بود و دیگری با عنوان «به نام فروغ؛ علیه فروغ» به جهت انتقاد از بی قانونی‌های رخ داده در بررسی پرونده فروغ انجام شد.

## جشنواره نشریات دانشجویی (تیتر)
از سال ۱۳۷۷ شمسی، به منظور انتخاب بهترین نشریات دانشجویی و مطالب منتشر شده در این رسانه‌ها، جشنواره‌ای تحت عنوان تیتر به صورت مشترک توسط معاون فرهنگی و دانشجویی وزارت علوم و معاونت فرهنگی و دانشجویی وزارت بهداشت آغاز به کار کرد. اولین دوره این جشنواره در دانشگاه تهران برگزار شد و تاکنون دوازده دوره از این جشنواره برگزار شده‌است.
سیزدهمین دوره جشنواره نشریات دانشجویی (تیتر۱۳) بهمن ۱۴۰۳، به میزبانی دانشگاه فردوسی مشهد برگزار خواهد شد.